# Чемпионат Европы по футболу 2020 (отборочный турнир, группа J)
Жеребьёвка отборочного турнира чемпионата Европы 2020 прошла в Дублине 2 декабря 2018 года. В группу J попали сборные по футболу следующих стран: Италия, Босния и Герцеговина, Финляндия, Греция, Армения и Лихтенштейн. Матчи в группе J пройдут с 21 марта 2019 по 19 ноября 2019 года.
Сборные, занявшие первые два места, выходят в финальную часть чемпионата.
Команды, которые не пройдут квалификационный групповой этап, смогут по-прежнему претендовать на финальный турнир через плей-офф лиги наций 2018/2019. Каждой лиге будет выделено одно из четырёх оставшихся мест Евро-2020. Четыре команды из каждой лиги, которые ещё не получили квалификацию для финала чемпионата Европы, будут соревноваться в плей-офф своей лиги, которые будут сыграны в марте 2020 года. Места для плей-офф будут сначала распределены на каждого победителя группы, а если команда уже прошла квалификацию в финал чемпионата Европы, то её место достаётся следующей лучшей команде дивизиона. Если же и в этом случае четверка команд будет недоукомплектована, свободные места получат лучшие команды из лиги (лиг) ниже классом, из тех, что не прошли квалификацию чемпионата Европы и не попали в плей-офф собственной лиги.

## Турнирная таблица
| Поз | Команда              | И  | В  | Н | П | МЗ | МП | РМ  | О  | Квалификация                        |     | Италия | Финляндия | Греция | Босния и Герцеговина | Армения | Лихтенштейн |
| --- | -------------------- | -- | -- | - | - | -- | -- | --- | -- | ----------------------------------- | --- | ------ | --------- | ------ | -------------------- | ------- | ----------- |
| 1   | Италия               | 10 | 10 | 0 | 0 | 37 | 4  | +33 | 30 | Квалификация в финальный раунд      |     | —      | 2:0       | 2:0    | 2:1                  | 9:1     | 6:0         |
| 2   | Финляндия            | 10 | 6  | 0 | 4 | 16 | 10 | +6  | 18 | Квалификация в финальный раунд      |     | 1:2    | —         | 1:0    | 2:0                  | 3:0     | 3:0         |
| 3   | Греция               | 10 | 4  | 2 | 4 | 12 | 14 | −2  | 14 |                                     |     | 0:3    | 2:1       | —      | 2:1                  | 2:3     | 1:1         |
| 4   | Босния и Герцеговина | 10 | 4  | 1 | 5 | 20 | 17 | +3  | 13 | Сборная участвует в стыковых матчах |     | 0:3    | 4:1       | 2:2    | —                    | 2:1     | 5:0         |
| 5   | Армения              | 10 | 3  | 1 | 6 | 14 | 25 | −11 | 10 |                                     |     | 1:3    | 0:2       | 0:1    | 4:2                  | —       | 3:0         |
| 6   | Лихтенштейн          | 10 | 0  | 2 | 8 | 2  | 31 | −29 | 2  |                                     | 0:5 | 0:2    | 0:2       | 0:3    | 1:1                  | —       |             |

## Результаты
Расписание матчей было опубликовано УЕФА после жеребьёвки 2 декабря 2018 года в Дублине. Время указано по CET/CEST, в соответствии с правилами УЕФА (местное время, если отличается, указано в скобках).
| Босния и Герцеговина       | 2:1     | Армения               |
| -------------------------- | ------- | --------------------- |
| Крунич 33′ · Милошевич 80′ | (отчёт) | 90+3′ (пен.) Мхитарян |

| Италия               | 2:0     | Финляндия |
| -------------------- | ------- | --------- |
| Барелла 7′ · Кен 74′ | (отчёт) |           |

| Лихтенштейн | 0:2     | Греция                     |
| ----------- | ------- | -------------------------- |
|             | (отчёт) | 45+1′ Фортунис · 80′ Донис |

| Армения | 0:2     | Финляндия              |
| ------- | ------- | ---------------------- |
|         | (отчёт) | 14′ Йенсен · 78′ Сойри |

| Босния и Герцеговина   | 2:2     | Греция                            |
| ---------------------- | ------- | --------------------------------- |
| Вишча 10′ · Пьянич 15′ | (отчёт) | 64′ (пен.) Фортунис · 85′ Коловос |

| Италия                                                                                    | 6:0     | Лихтенштейн |
| ----------------------------------------------------------------------------------------- | ------- | ----------- |
| Сенси 17′ · Верратти 32′ · Квальярелла 35′ (пен.), 45+3′ (пен.) · Кен 69′ · Паволетти 76′ | (отчёт) |             |

| Армения                                     | 3:0     | Лихтенштейн |
| ------------------------------------------- | ------- | ----------- |
| Газарян 2′ · Карапетян 18′ · Барсегян 90+1′ | (отчёт) |             |

| Финляндия      | 2:0     | Босния и Герцеговина |
| -------------- | ------- | -------------------- |
| Пукки 56′, 68′ | (отчёт) |                      |

| Греция | 0:3     | Италия                                  |
| ------ | ------- | --------------------------------------- |
|        | (отчёт) | 23′ Барелла · 30′ Инсинье · 33′ Бонуччи |

| Греция                  | 2:3     | Армения                                   |
| ----------------------- | ------- | ----------------------------------------- |
| Зека 54′ · Фортунис 87′ | (отчёт) | 8′ Карапетян · 33′ Газарян · 74′ Барсегян |

| Италия                    | 2:1     | Босния и Герцеговина |
| ------------------------- | ------- | -------------------- |
| Инсинье 49′ · Вератти 86′ | (отчёт) | 32′ Джеко            |

| Лихтенштейн | 0:2     | Финляндия               |
| ----------- | ------- | ----------------------- |
|             | (отчёт) | 37′ Пукки · 57′ Кельман |

| Армения       | 1:3     | Италия                            |
| ------------- | ------- | --------------------------------- |
| Карапетян 11′ | (отчёт) | 28′, 80′ Белотти · 77′ Пеллегрини |

| Босния и Герцеговина                                     | 5:0     | Лихтенштейн |
| -------------------------------------------------------- | ------- | ----------- |
| Гояк 11′, 89′ · Малин 80′ (авт.) · Джеко 85′ · Вишча 87′ | (отчёт) |             |

| Финляндия        | 1:0     | Греция |
| ---------------- | ------- | ------ |
| Пукки 52′ (пен.) | (отчёт) |        |

| Армения                                                 | 4:2     | Босния и Герцеговина |
| ------------------------------------------------------- | ------- | -------------------- |
| Мхитарян 3′, 66′ · Амбарцумян 77′ · Лончар 90+5′ (авт.) | (отчёт) | 13′ Джеко · 70′ Гояк |

| Финляндия        | 1:2     | Италия                             |
| ---------------- | ------- | ---------------------------------- |
| Пукки 72′ (пен.) | (отчёт) | 59′ Иммобиле · 79′ (пен.) Жоржиньо |

| Греция      | 1:1     | Лихтенштейн   |
| ----------- | ------- | ------------- |
| Масурас 33′ | (отчёт) | 85′ Саланович |

| Босния и Герцеговина                               | 4:1     | Финляндия      |
| -------------------------------------------------- | ------- | -------------- |
| Хайрович 29′ · Пьянич 37′ (пен.), 58′ · Ходжич 73′ | (отчёт) | 79′ Похьянпало |

| Италия                                | 2:0     | Греция |
| ------------------------------------- | ------- | ------ |
| Жоржиньо 63′ (пен.) · Бернардески 78′ | (отчёт) |        |

| Лихтенштейн | 1:1     | Армения      |
| ----------- | ------- | ------------ |
| Фрик 78′    | (отчёт) | 19′ Барсегян |

| Финляндия                   | 3:0     | Армения |
| --------------------------- | ------- | ------- |
| Йенсен 31′ · Пукки 61′, 88′ | (отчёт) |         |

| Греция                              | 2:1     | Босния и Герцеговина |
| ----------------------------------- | ------- | -------------------- |
| Павлидис 30′ · Ковачевич 88′ (авт.) | (отчёт) | 35′ Гояк             |

| Лихтенштейн | 0:5     | Италия                                                                |
| ----------- | ------- | --------------------------------------------------------------------- |
|             | (отчёт) | 2′ Бернардески · 70′, 90+2′ Белотти · 77′ Романьоли · 82′ Эль-Шаарави |

| Армения | 0:1     | Греция      |
| ------- | ------- | ----------- |
|         | (отчёт) | 35′ Лимниос |

| Финляндия                            | 3:0     | Лихтенштейн |
| ------------------------------------ | ------- | ----------- |
| Туоминен 21′ · Пукки 64′ (пен.), 75′ | (отчёт) |             |

| Босния и Герцеговина | 0:3     | Италия                                 |
| -------------------- | ------- | -------------------------------------- |
|                      | (отчёт) | 21′ Асерби · 37′ Инсинье · 52′ Белотти |

| Греция                         | 2:1     | Финляндия |
| ------------------------------ | ------- | --------- |
| Манталос 47′ · Галанопулос 70′ | (отчёт) | 27′ Пукки |

| Италия | 9:1     | Армения    |
| --- | ------- | ---------- |
| Иммобиле 8′, 33′ · Дзаньоло 9′, 64′ · Барелла 29′ · Романьоли 72′ · Жоржиньо 76′ (пен.) · Орсолини 78′ · Кьеза 81′ | (отчёт) | 79′ Бабаян |

| Лихтенштейн | 0:3     | Босния и Герцеговина        |
| ----------- | ------- | --------------------------- |
|             | (отчёт) | 57′ Чивич · 64′, 73′ Ходжич |

## Бомбардиры
10 мячей
| - Теэму Пукки |

5 мячей
| - Андреа Белотти |

4 мяча
| - Амер Гояк |

3 мяча
| - Александр Карапетян - Генрих Мхитарян - Тигран Барсегян | - Эдин Джеко - Миралем Пьянич - Армин Ходжич | - Костас Фортунис - Лоренцо Инсинье - Чиро Иммобиле - Николо Барелла - Жоржиньо |

2 мяча
| - Геворг Газарян - Эдин Вишча - Мойзе Кен | - Фабио Квальярелла - Марко Верратти | - Федерико Бернардески - Николо Дзаньоло - Алессио Романьоли - Фредрик Йенсен |

1 мяч
| - Оганес Амбарцумян - Эдгар Бабаян - Раде Крунич - Дени Милошевич - Изет Хайрович - Элдар Чивич - Анастасиос Донис - Димитриос Коловос - Зека | - Гиоргиос Масурас - Вангелис Павлидис - Димитриос Лимниос - Петрос Манталос - Костас Галанопулос - Стефано Сенси - Леонардо Паволетти - Леонардо Бонуччи - Лоренцо Пелегрини | - Стефан Эль-Шаарави - Франческо Асерби - Риккардо Орсолини - Федерико Кьеза - Деннис Саланович - Яник Фрик - Пюрю Сойри - Беньямин Кельман - Йоэль Похьянпало - Яссе Туоминен |

1 автогол
| - Стипе Лончар (в матче с Армения)) | - Андан Ковачевич (в матче с Греция)) | - Андреас Малин (в матче с Босния и Герцеговина)) |  |

## Дисциплина
Игрок автоматически пропускает следующий матч в случаях:
- Получение красной карточки (увеличение срока дисквалификации, может быть произведено в случае серьезного правонарушения)
- Получение трех желтых карточек в трех разных матчах, а также после пятой и любых последующих желтых карточек (дисквалификация переноситься в плей-офф, но не в финал или в любые другие будущие международные матчи)

Следующие дисквалификации были получены во время квалификационных матчей:

## Комментарии
1. ↑  CET (UTC+1) для матчей в марте и ноябре 2019, а CEST (UTC+2) для всех остальных матчей.